# Ținuturile Moldovei
Ținutul a fost o unitate administrativ-teritorială a Moldovei, care a existat până în 1864. Ținuturile care aveau pe teritoriul lor cetăți, erau conduse de pârcălabi, iar cele de hotar – de staroste. Pârcălabii erau numiți personal de domnitor, exercitând funcții administrative, fiscale și militare. În epoca medievală organizarea politico-administrativă nu era diferențiată de organizarea judecătorească. Astfel, administratorii ținuturilor judecau procesele din localitățile din supunere. Principalele funcții erau de delimitarea moșilor localităților și proprietarilor funciar, colectarea dărilor și transmiterea la vistierului țării. Pârcălabii ținuturilor mărginașe (starostii) aveau autoritatea de a reglementa conflictele de la hotarele Moldovei.
În anul 1741 domnul Constantin Mavrocordat realizează reforma administrativă prin care pârcălabii sunt înlocuiți cu ispravnici și divizează ținuturile în ocoale. În fruntea ocoalelor erau ocolași numiți de ispravnic. 

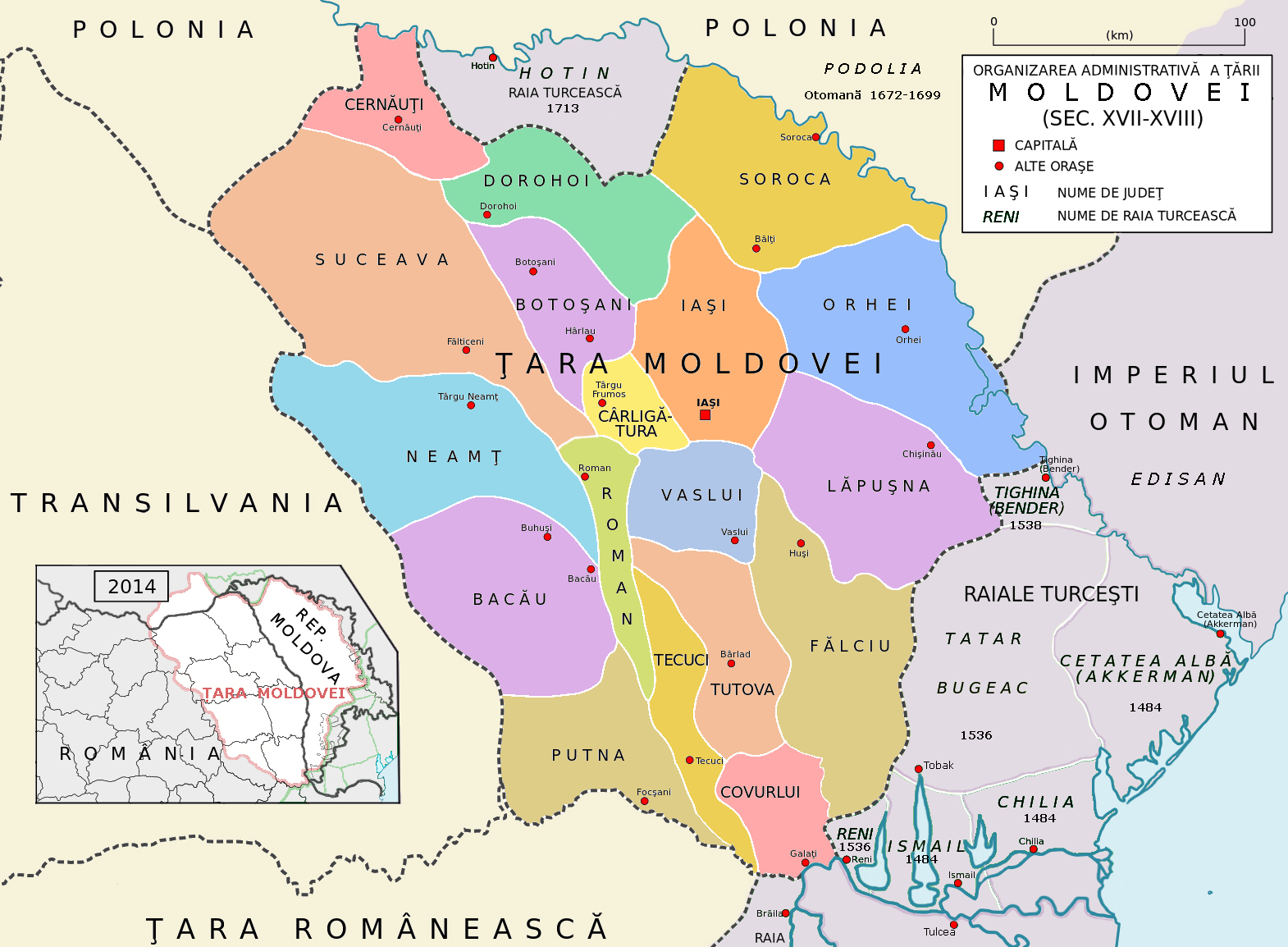
Ținuturile Moldovei (1601-1718)

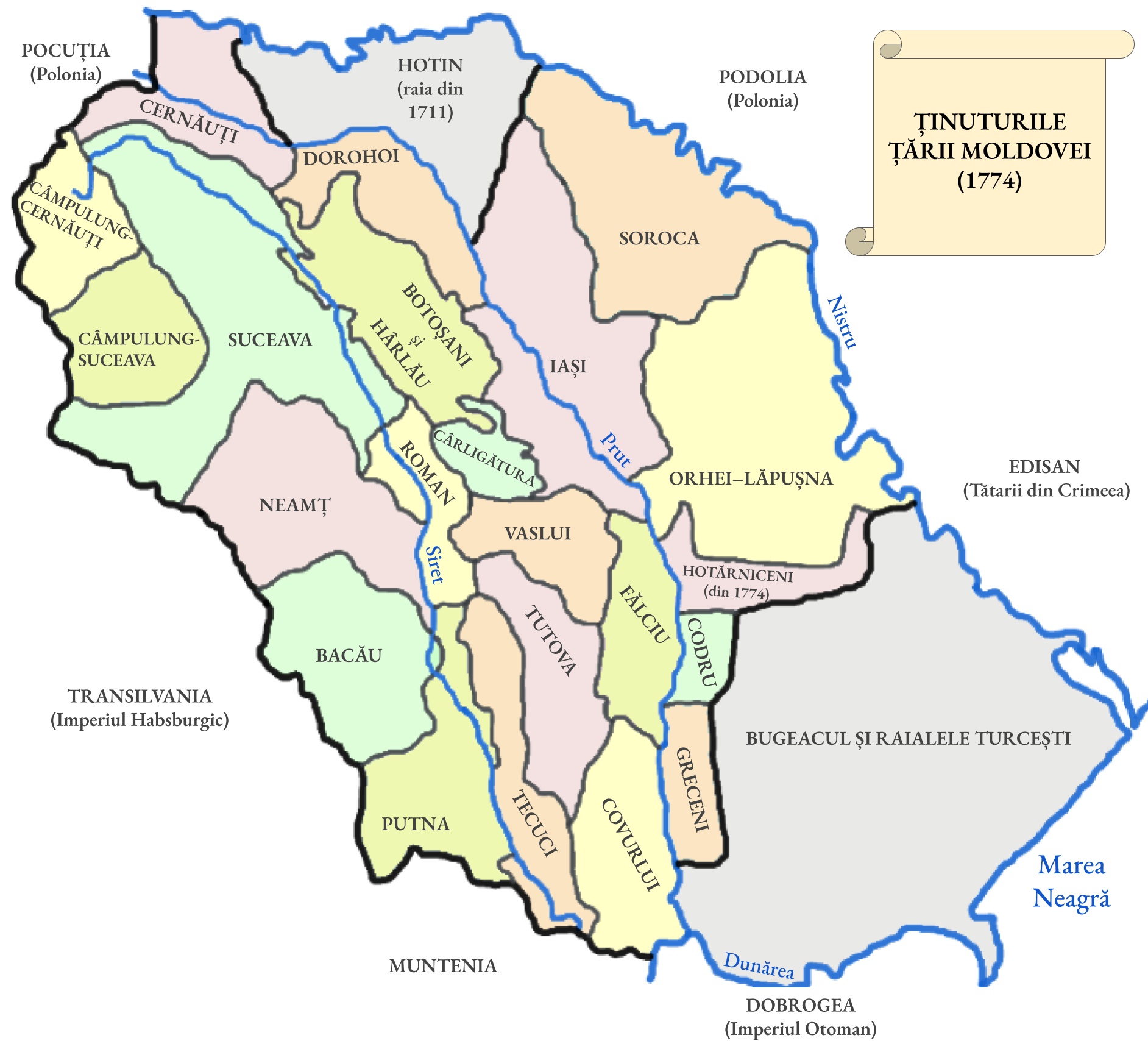
Ținuturile Moldovei (1769-1775)

## Lista ținuturilor
Numărul ținuturilor s-a modificat în timp. În anul 1566 cronicarul polonez Martin Belskii menționează de 24 de ținuturi, Miron Costin în „Poema Polona” din 1694 enumeră numele a 19 ținuturi, Dimitrie Cantemir în Descrierea Moldovei - 23 ținuturi din Țara de Jos, Țara de Sus și Basarabia. 
| Nr.         | Ținut              | Centru administrativ  | Prima mențiune documentară | Desființare |
| Țara de Sus | Țara de Sus        | Țara de Sus           | Țara de Sus                | Țara de Sus |
| ----------- | ------------------ | --------------------- | -------------------------- | --- |
| 1           | Bacău              | Bacău                 | 1458                       | reorganizat în județul Bacău în 1864 |
| 2           | Botoșani           | Botoșani              | 1741                       | reorganizat în județul Botoșani în 1864 |
| 3           | Câmpulung-Cernăuți | Câmpulung Rusesc      | 1769                       | anexat la Imperiul Habsburgic în 1774 |
| 4           | Câmpulung-Suceava  | Câmpulung Moldovenesc | 1769                       | anexat la Imperiul Habsburgic în 1774 |
| 5           | Cernăuți           | Cernăuți              | 1457                       | anexat în cea mai mare parte la Imperiul Habsburgic în 1774, teritoriul neanexat a fost transformat în ținutul Herța                                                                                 |
| 6           | Dorohoi            | Dorohoi               | 1520                       | reorganizat în județul Dorohoi în 1864 |
| 7           | Hârlău             | Hârlău                | 1551                       | desființat în 1833, teritoriul fiind împărțit între ținuturile Iași și Botoșani |
| 8           | Herța              | Herța                 | 1794 (1775)                | în 1834 este înglobat în ținutului Dorohoi |
| 9           | Hotin              | Hotin                 | 1436                       | transformat în raia turcească în 1711 |
| 10          | Neamț              | Târgu Neamț           | 1466                       | reorganizat în județul Neamț în 1864 |
| 11          | Suceava            | Suceava               | 1472                       | |
| 12          | Trotuș             | Trotuș                | 1466                       | inclus în ținutul Bacău între anii 1655-1684 |
| Țara de Jos |                    |                       |                            | |
| 13          | Adjud              | Adjud                 | 1517-1527                  | inclus în ținutul Putna între anii 1647-1684 |
| 14          | Bârlad             | Bârlad                | 1642                       | desființat până în 1684 |
| 15          | Cârligătura        | Târgu Frumos          | 1431                       | desființat în anul 1834, teritoriul fiind împărțit între ținuturile Iașilor și Romanului |
| 16          | Codru              |                       | 1758                       | anexat la Imperiul Rus în 1812, desființat în 1818, teritoriul fiind împărțit între ținuturile Bender și Ismail                                                                                      |
| 17          | Covurlui           | Galați                | 1435                       | reorganizat în județul Covurlui în 1864 |
| 18          | Fălciu             | Fălciu, Huși          |                            | reorganizat în județul Fălciu în 1864 |
| 19          | Greceni            | Greceni               | 1742                       | anexat de către Rusia în 1812, înglobat în ținutul Ismail în 1818 |
| 20          | Horincea           | Oancea                | 1528                       | inclus în ținutul Covurluiului înainte de 1591 |
| 21          | Hotărniceni        |                       |                            | anexat în 1812 Imperiul Rus, ulterior fiind contopit cu ținutul Codru în 1816 |
| 22          | Iași               | Iași                  | 1473                       | partea de peste Prut este anexată la Imperiul Rus și organizată în ținutul Iași (reorganizat în județul (uezdul) Iași în 1828), partea de la est de Prut a fost reorganizată în județul Iași în 1864 |
| 23          | Lăpușna            | Lăpușna               | 1439                       | în anii 70 ai secolului al XVIII-lea a fost comasat cu ținutul Orhei, constituind ținutul Orhei-Lăpușna (sau Orhei)                                                                                  |
| 24          | Orhei              | Orhei Chișinău        | 1531                       | anexat în 1812 la Imperiul Rus, reorganizat în județul (uezdul) Orhei în 1828 |
| 25          | Putna              | Focșani               | 1555                       | reorganizat în județul Putna în 1864 |
| 26          | Roman              | Roman                 | 1408                       | reorganizat în județul Roman în 1864 |
| 27          | Soroca             | Soroca                | 1529                       | anexat în 1812 la Imperiul Rus, contopit cu ținutul Iași în 1818 |
| 28          | Tecuci             | Tecuci                | 1435                       | reorganizat în județul Tecuci în 1864 |
| 29          | Tigheci            | Tintiu                | 1546                       | contopit cu ținutul Fălciu înainte de 1665 |
| 30          | Tutova             | Tutova                | 1435                       | reorganizat în județul Tutova în 1864 |
| 31          | Vaslui             | Vaslui                | 1435                       | reorganizat în județul Vaslui în 1864 |
| Basarabia   |                    |                       |                            | |
| 32          | Cetatea Albă       | Cetatea Albă          |                            | |
| 33          | Chilia             | Chilia                |                            | |
| 34          | Tighina            | Tighina               |                            | |